# 第一原理
第一原理（だいいちげんり、英語：first principles）とは、最初におかれる原理。他のものから推論することができない命題である。

## 哲学における第一原理
アリストテレスは第一原因（不動の動者）という概念を用いた。これが後世の哲学にさまざまな影響を及ぼしている。
アリストテレスの第一原因という概念は、18世紀のドイツの哲学者イマヌエル・カントの哲学にも形を変えて継承され、アプリオリという概念として現れ、アポステリオリと対比される。アプリオリのほうは最初に置かれている命題や論理であり、アポステリオリはそれから導かれる命題や論理である。（英語版記事 en:A priori and a posterioriを参照）
形而上学は手を尽くして第一原理を見つけ出そうと試みた。考える人は自分の知識がちゃんと理にかなっているということを知りたがり、そのためには一般に認知される第一原理が必要だったのである。

## 形式科学における第一原理
論理学、幾何学、数学など形式科学における第一原理について解説すると、ユークリッド幾何学では、いくつかの定義、そして公理（自明と思われる命題）がはじめに与えられる。これらが第一原理で、これから何百もの命題が演繹される。アリストテレスはこのような原理が数学のみならず、世界そのものを記述しているということを証明しようとした。それはやがて形而上学と呼ばれるようになった。
バートランド・ラッセルはすべての数学的事実を論理の中に含めようと試みた。しかしクルト・ゲーデルが、無矛盾の論理系は不完全で、完全な系は自己無矛盾ではありえないことを証明した（ゲーデルの不完全性定理）。つまり第一原理は第一原理であることを論理の内部では証明できず、外から与えるしかないのである。ただし実際の不完全性定理が示したものは、数学用語の意味での「特定の形式体系Pにおいて決定不能な命題の存在」であり、一般的な意味での「不完全性」とは無関係である。すなわち不完全性定理以降の時代にも、数学上の意味で「完全」な理論は存在し続けているが、“不完全性定理は数学や理論の「不完全性」を証明した”というような誤解が一般社会・哲学・宗教・神学等によって広まり、誤用されている。
互いに無矛盾な命題からなる形式論理系では、別の文を次々と推論（演繹）してゆくことができる。たとえば三段論法の有名な例として、「すべての人間は死ぬものである。ソクラテスは人間である。ゆえにソクラテスも死ぬものである。」というのがあるが、三つ目の文は前の二つから演繹されたものである。

## 自然科学における第一原理
自然科学での第一原理（first principles）は、近似や経験的なパラメータ等を含まない最も根本となる基本法則をさし、そのことを前提にすると自然現象を説明することができるものである。第一原理には運動量の保存や物質の二重性など様々なものがある。理論計算の分野における第一原理の解釈は人により様々で、「既存の実験結果（事実）を含めて経験的パラメーター等を一切用いない」という強いものから、「実験結果に依らない」とする比較的緩い解釈まである。代表的第一原理は、ニュートン力学のような決定論と、確率論の根源をなす等確率の原理や熱力学に大別されその中間的性質として以下のような量子論的方法論が展開される。 

### バンド計算における第一原理
バンド計算においても、“第一原理”の意味は、何ら実験結果に依らないことが前提である。つまり計算対象となる系の各構成元素の原子番号と、その構造（対称性）のみを入力パラメータとし、それ以外の一切のパラメーター調整や、実験結果を参照しないで、その系の電子状態を求められることを意味する。実はこれは厳密には正しくない（実情に即していない）。現在の第一原理バンド計算手法では少なくとも、計算対象となる系を構成する各元素の平衡格子定数が正しく求められるかを、実験結果を参照することによって検証している。バンド計算を使った研究による論文では、ほとんど例外なく系（またはその構成元素）の理論計算による平衡格子定数と、実験によって求められた平衡格子定数とを比較する表が載っている。
一方、局所密度近似 (LDA) やGGAのような近似の導入が、果たして第一原理の枠内であるかどうかに対しても異論がある（普通、物理学者の多くは、LDA、GGAは第一原理の範疇の中に収まると思っている）。
現実の第一原理バンド計算では、ゴーストバンドの問題や、基底関数の展開数の収束依存性、擬ポテンシャルにおけるトランスフェラビリティーの問題、局所密度近似の関数形の選択による結果への影響の差など、“恣意的”な調整と取られかねない部分が少なからず存在する。しかし、平衡格子定数のように実験としても既に“データブック”化したようなものでなく、実際に今行われている実験結果に合わせるようなパラメーター調整を、少なくとも第一原理バンド計算では行わない。
しかしながら、バンド計算を行うのも人であり、過去に実験側で非常に興味深い結果が発表された後に、その実験結果を支持する第一原理バンド計算の結果が複数発表される中、その拠って立つべき実験結果が実は誤りであったという例が存在する。